# Verkiezingsuitslagen van de Nieuwe Communistische Partij-NCPN
De Nieuwe Communistische Partij-NCPN heeft deelgenomen aan verkiezingen op landelijk, provinciaal en gemeentelijk niveau. De NCPN heeft alleen verkozenen gehad op lokaal niveau. In de gemeente Reiderland heeft de NCPN ook wethouders geleverd. In 2022 heeft de NCPN slechts één verkozene in de gemeenteraad van De Fryske Marren. 

## Tweede Kamerverkiezingen
| Jaar | Stemmen | %     | Zetels  | Lijsttrekker       |
| ---- | ------- | ----- | ------- | ------------------ |
| 1994 | 11.630  | 0,13% | 0 / 150 | Rinze Visser       |
| 1998 | 5.620   | 0,07% | 0 / 150 | Engel Modderman    |
| 2003 | 4.860   | 0,05% | 0 / 150 | Alejandro de Mello |

## Provinciale Staten
| Provinciale Staten | 1995    | 1995   | 1995   | 1999    | 1999   | 1999   | 2003    | 2003   | 2003   | 2007    | 2007   | 2007   |
| Provinciale Staten | stemmen | perc.  | zetels | stemmen | perc.  | zetels | stemmen | perc.  | zetels | stemmen | perc.  | zetels |
| ------------------ | ------- | ------ | ------ | ------- | ------ | ------ | ------- | ------ | ------ | ------- | ------ | ------ |
| Groningen          | 1.963   | 0,80 % | 0      | 3.246   | 1,44 % | 0      | 2.057   | 0,84 % | 0      | 1.230   | 0,54 % | 0      |
| Noord-Holland      | 1.294   | 0,15 % | 0      |         |        |        | 1.302   | 0,15 % | 0      |         |        |        |
| Overijssel         |         |        |        | 835     | 0,21 % | 0      |         |        |        |         |        |        |
| Friesland          |         |        |        |         |        |        | 820     | 0,29 % | 0      |         |        |        |

## Gemeenteraden (1994-2006)
| Gemeente    | 1994  | 1994   | 1994   | 1998  | 1998   | 1998   | 2002  | 2002   | 2002   | 2006  | 2006   | 2006   |
| Gemeente    | #     | %      | Zetels | #     | %      | Zetels | #     | %      | Zetels | #     | %      | Zetels |
| ----------- | ----- | ------ | ------ | ----- | ------ | ------ | ----- | ------ | ------ | ----- | ------ | ------ |
| Amersfoort  |       |        |        | 679   | 1,36%  | 0      |       |        |        | 242   | 0,41%  | 0      |
| Amsterdam   | 3.017 | 0,98%  | 0      | 968   | 0,37%  | 0      | 819   | 0,30%  | 0      | 511   | 0,17%  | 0      |
| Breda       | 183   | 0,32%  | 0      |       |        |        |       |        |        |       |        |        |
| Enschede    | 589   | 0,87%  | 0      | 316   | 0,52%  | 0      | 482   | 0,86%  | 0      | 291   | 0,46%  | 0      |
| Groningen   | 1.108 | 1,22%  | 0      |       |        |        | 866   | 1,04%  | 0      | 539   | 0,63%  | 0      |
| Heiloo      |       |        |        | 143   | 1,20%  | 0      | 534   | 4,59%  | 0      | 1.025 | 9,16%  | 1      |
| Hoorn       | 417   | 1.50%  | 0      | 210   | 0,90%  | 0      |       |        |        |       |        |        |
| Lemsterland | 900   | 14,92% | 2      | 738   | 15,09% | 2      | 907   | 15,09% | 2      | 1.038 | 16,27% | 3      |
| Middelburg  |       |        |        | 135   | 0,79%  | 0      |       |        |        |       |        |        |
| Opsterland  | 311   | 2,12%  | 0      |       |        |        |       |        |        |       |        |        |
| Reiderland  | 2.052 | 50,20% | 7      | 1.303 | 35,67% | 5      | 1.150 | 34.06% | 5      | 621   | 18,29% | 2      |
| Scheemda    | 695   | 8,93%  | 1      | 1.002 | 12,87% | 2      | 110   | 1,53%  | 0      |       |        |        |
| Winschoten  | 390   | 4,03%  | 0      |       |        |        |       |        |        |       |        |        |
| Den Haag    |       |        |        | 203   | 0,12%  | 0      |       |        |        |       |        |        |
| Totaal      | 9.662 |        | 10     | 5.697 |        | 9      | 4.868 |        | 7      | 4.267 |        | 6      |

## Gemeenteraden (2010-2022)
| Gemeente        | 2010                  | 2010                  | 2010                  | 2014                             | 2014                             | 2014                             | 2018                             | 2018                             | 2018                             | 2022                             | 2022                             | 2022                             |
| Gemeente        | #                     | %                     | Zetels                | #                                | %                                | Zetels                           | #                                | %                                | Zetels                           | #                                | %                                | Zetels                           |
| --------------- | --------------------- | --------------------- | --------------------- | -------------------------------- | -------------------------------- | -------------------------------- | -------------------------------- | -------------------------------- | -------------------------------- | -------------------------------- | -------------------------------- | -------------------------------- |
| Amersfoort      | 137                   | 0,22%                 | 0                     |                                  |                                  |                                  |                                  |                                  |                                  |                                  |                                  |                                  |
| Bergen op Zoom  | 501                   | 1,94%                 | 0                     |                                  |                                  |                                  |                                  |                                  |                                  |                                  |                                  |                                  |
| Enschede        | 282                   | 0,51%                 | 0                     |                                  |                                  |                                  |                                  |                                  |                                  |                                  |                                  |                                  |
| Heiloo          | 811                   | 7,41%                 | 1                     | 1.164                            | 10,43%                           | 2                                | 882                              | 7,4%                             | 1                                |                                  |                                  |                                  |
| Lemsterland     | 947                   | 15.80%                | 2                     | Heringedeeld bij De Friese Meren | Heringedeeld bij De Friese Meren | Heringedeeld bij De Friese Meren | Heringedeeld bij De Friese Meren | Heringedeeld bij De Friese Meren | Heringedeeld bij De Friese Meren | Heringedeeld bij De Friese Meren | Heringedeeld bij De Friese Meren | Heringedeeld bij De Friese Meren |
| De Friese Meren | Gemeente bestond niet | Gemeente bestond niet | Gemeente bestond niet | 1.174                            | 5,68%                            | 1                                | 1.462                            | 6,3%                             | 2                                | 1.168                            | 4,9%                             | 1                                |
| Oldambt         | 310                   | 2,31%                 | 0                     |                                  |                                  |                                  |                                  |                                  |                                  |                                  |                                  |                                  |
| Totaal          | 2.988                 |                       | 3                     | 2.338                            |                                  | 3                                | 2.344                            |                                  | 3                                | 1.168                            |                                  | 1                                |